# ملیج‌گاله
ملیج‌گاله، روستایی است از توابع بخش مرکزی شهرستان نکا در استان مازندران ایران.

## جمعیت
این روستا در دهستان مهروان قرار دارد و براساس سرشماری مرکز آمار ایران در سال ۱۳۸۵، جمعیت آن ۱۸۵ نفر (۴۶خانوار) بوده‌است. مردم ملیج گاله از قومیت طبری هستند. مردم ملیج گاله به زبان طبری (مازندرانی) سخن می‌گویند.